# バンクスの本草書
『バンクスの本草書』（－ほんぞうしょ, Richard Banckes' Herball）とは、テューダー朝ヘンリー8世の時代、1525年イングランド王国で刊行された本草書（英語版）で、印刷された本草書としてはイギリス最古のものである。著者は不明だが、ハーブに関する中世の写本をもとに編纂されたと思われる。印刷業者のリチャード・バンクスによって出版されたことからこの名がある。
1526年にピーター・トレヴェリスによって出版された『大本草書』（The Grete Herball）と並び、中世のハーブ研究において有益な情報が集約されている文献である。
スタンフォード・V・ラーキーとトマス・パイルスによって、後年ニューヨーク植物園から現代語版が刊行された。

## 概要
ハーブや野草の用途や健康への影響などを詳述するが、効能や処方よりは、植物の形態に記述の重点を置いている点に特徴がある。ジョン・ジェラードの本草書（1597年)などと異なり、図版は収録されていない。ローズマリーの記事など、所々に詩的な表現も見られる。多くの版を重ねており、その人気がうかがえる。